# AV女優のアジア進出
AV女優のアジア進出（エーブイじょゆうのアジアしんしゅつ）とは、日本のAV女優のアジア進出の件を記述する。
韓国、中国、台湾などアジア諸国でも知名度を誇る日本のAV女優が存在する。
2020年代から日本のAV女優が、アジア各国で制作するアダルトビデオ(AV)作品に出演している。
一方で、イスラム教徒を中心に、日本のAVブームを批判する声も挙がっている。

## 概要
2013年11月に経済産業省主導でクールジャパン機構が発足し、マンガ、和食、ファッションなど、日本のカルチャーを海外に売り込もうという動きが活発化しているが、日本政府の助けなど借りなくとも易々と海外市場を制覇している産業があり、それが日本のポルノだという。
東アジア・東南アジア各国において検索されているポルノに関するワードでは、日本関連のキーワードで検索している人が圧倒的に多く、日本・中国・韓国を除く国では、ほとんど自国の人しかその国のポルノを検索しておらず、この意味で東アジア・東南アジア人は、圧倒的な日本フェチである。
東アジア・東南アジア人が日本のポルノに夢中になる理由として、日本のポルノ産業が巨大で影響力が強く、世界的人気となっている「ヘンタイ」や「アニメ」といったジャンルは日本発祥である。もう1つの理由は、この地域の大国である中国でポルノが（合法的に）生産されていないことである。ただしAV女優の本業と言える日本のアダルトビデオは、後述する様々な要因で合法流通がされているとはいえず、マネタイズできている多くは性具のPRモデルやタレント業などである。
台湾メディア『NOWnews今日新聞』は、「日本はこれまで『AV帝国』という美称をもっており、多様で新鮮な素材の作品を多数発表、多くの女優が出演し、世界中で人気を博している女優がたくさんいます」と報じている。
2020年頃から、中国、台湾のAV作品に日本のAV女優が出演するようになる。
輝月あんりや、美竹すず等日本でも人気の女優が、現地の中国人男優を相手に撮影しており、ドラマ物や、日本での作品をオマージュしたものなど、ジャンルも多岐にわたる。小澤マリアは、中華圏や東南アジアで高い人気を誇り、現在は歌舞伎町のバーカウンターに立つが、コロナが終息したらフィリピンに戻るという。
日本が性産業としては先進国であることや、日本のAV女優や作品がアジア各国で人気であることを受け、日本のアダルトコンテンツを国家戦略とする考え方も拡がっている。作家の橘玲は売春産業が発達した国はあれど、映像ポルノが独自に発達し、出演者が大手メディアにも出演しているのは日本だけであると言及。世界価値観調査ではスウェーデンと並んで世俗的価値が最も高い国に選ばれており、アジア圏ではAV女優という職業は日本のみで成立、敵のいない状態と記述している。橘はアジア圏の男性は同じアジア圏の女性に（平均的には）惹かれるというビッグデータを引用し、日本国内市場だけでなく、中国・韓国・台湾を含む東南アジアというブルーオーシャンに魅力を売り込むことができる存在で、国内ではことさらネガティブな報道がされがちな事案ではあるが（悪質な業者による搾取は防止すべきなのは大前提として）エロティック・キャピタルの活用を否定してはいけないと述べている。

## 各国での反応

### 台湾

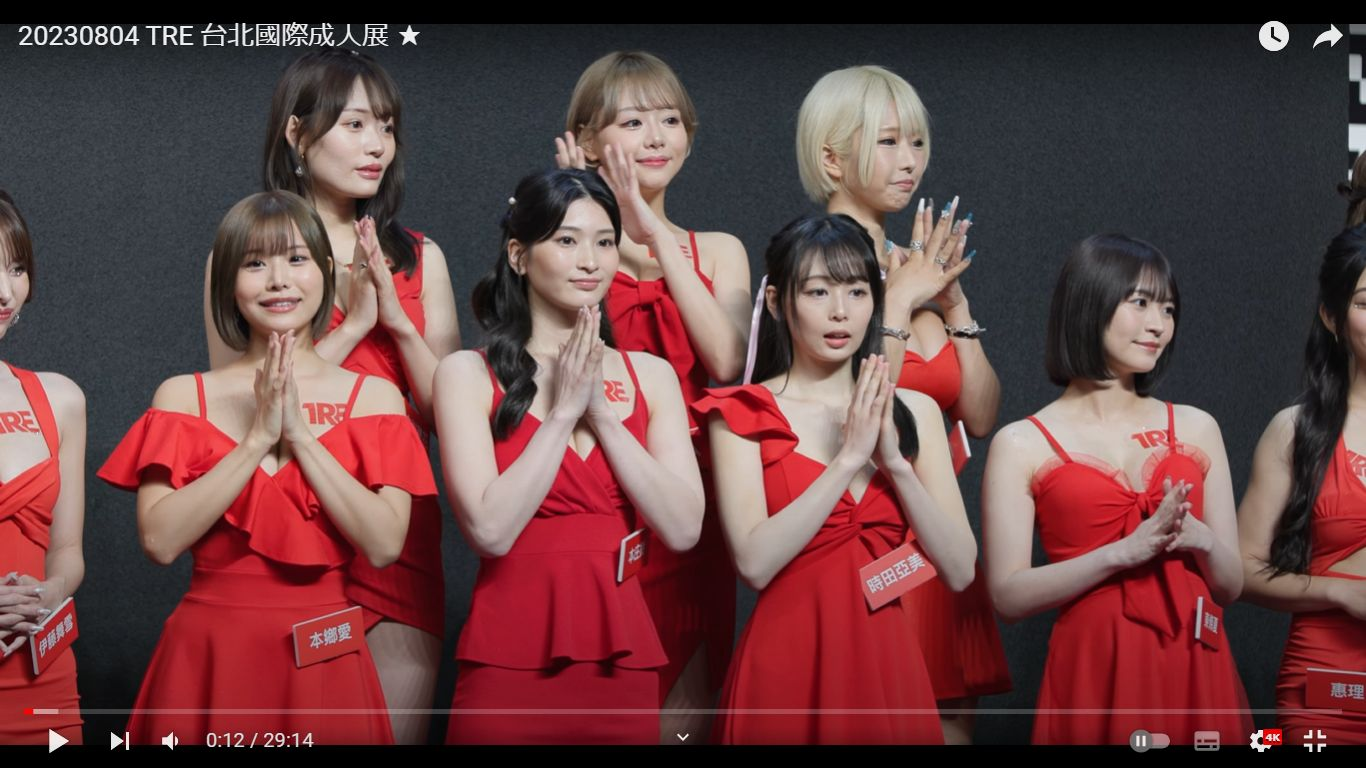
TRE 台北國際成人展（2023年）

中華民国刑法によりアダルトビデオの制作及び配信は禁止されており、2006年までは台湾で流通するものの大半はリベンジポルノまがいのいわゆる流出ものであった。後述の2014年の判決が出るまでは日本産の海賊版が無法地帯状態で流通したこともあり、判決以降も日本産のAVが人気がある。ただし専属女優系のみであり、マニアックなジャンルの需要、認知度は低い。2006年の司法解釈により禁止対象が暴力、虐待、獣姦ものなどのハードコア・アダルトビデオのみとなり、それ以外のアダルトビデオは事実上解禁された。
2011年からはTAE台湾が主催するアダルト博覧会も開催されていた。2017年からはIT企業である雷麒科技有限公司が主催する「TRE（Taipei Red Expo）台北國際成人展」が代わって開催。コロナ禍となる2020年から2022年は休止したが、2023年に再開された。2023年度はAV女優47人をゲストに、1日約5万人。3日間合計約5万人が来場した。もともとは成人向けグッズの展覧会であり、女優もイメージモデルとして招かれていたが、徐々にアダルトビデオを含む出展ブースが拡大。AV事務所も海外ビジネスの窓口として活用していきたいと、ライブ体験に力に入れるようになり、日本国内では難しい化粧品やオンラインゲームの広告塔などに結びついた例もある。雷麒科技（Lctech）の黄麒瑾（エリック・ホワン）によれば台湾内だけでなく、日本、欧米などからも来場者があるという。
2024年度は日本から80人のAV女優が招かれ、欧米から約20人のポルノスターが参加。台湾、香港から約400人のグラビアモデルとインフルエンサーが出演。主催者発表で約20万人来場、単純計算で約10億円の売り上げを記録と年々規模を拡大している。
黄麒瑾によれば開催当初は台湾政府、日本政府ともに怪しまれたことや前述するTAEとの差別化のためイベント会場内ではAVそのものの販売及び商品ポスターの掲示を排除。AV女優をアーティストとして扱うことで女優が参加しやすくなり、露骨なエロとして扱わないことで若年層ファンや女性ファンの獲得にも成功した。

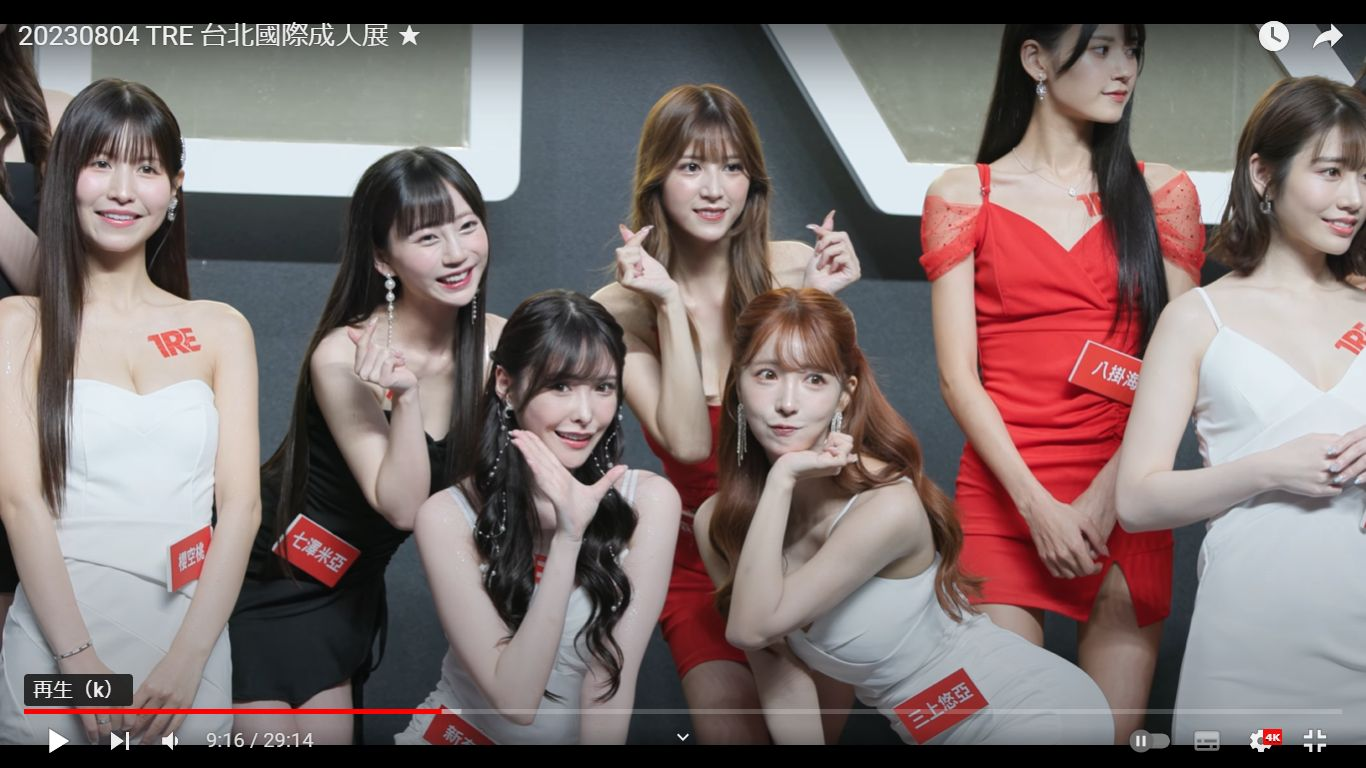
TRE 台北國際成人展での三上悠亜（2023年、前列右）

台湾でAV通として活動する中指通によれば、2022年現在日本のAV作品はFANZA、SOD PRIME、MGS動画で合法的に配信購入できる状態になっており（通販は不可能）、三上悠亜、相沢みなみ、紗倉まなが人気がある。
台湾では、日本人AV女優と交流できるツアーが大人気で、ツアー参加者が殺到している。一部のツアーでは代金が当時の為替レートでの日本円に換算して約18万円で、これにはAV女優の指名代、接写ができる代、サイン代、握手ができる代、そして性行為のシーンを生で見られる代金が入っている。また、ツアー客が好きなAV女優を指名し、至近距離で撮影できる「AV撮影ツアー」もある。費用は通常の日本ツアーの約2倍である。ツアー客は事前に「AV女優に触らない」「撮った写真を外部に流さない」といった規定がある。
小澤マリアが台湾を訪れ、2009年4月13日に出演したバイオレンス・サスペンス映画『絶命派対』（柯孟融監督）のプレミア上映会に出席した。大沢佑香が台湾で自身がデザインしたTシャツを販売し、売り上げを災害復興のために寄付した。波多野結衣は台湾の映画、ミネラルウォーターのCMなどに出演するなどしている。これとは逆に、台湾出身のAV女優の華純、伊東めるらがおり、日本で活動している。
蔡亦竹によると、国共内戦後、中国から台湾に逃れた少数派の中国国民党は、多数派の元日本国民であった台湾人に「われわれは対日戦争に勝って台湾人を二等国民の扱いから解放した」と主張することで、自らの高圧的統治を正当化し、台湾人アイデンティティを喚起してしまう恐れがあるため、元々台湾人のみに共有された、日本文学、日本映画、テレビ番組などは推奨しなかった。1972年の日中国交正常化に伴い、台湾は直ちに日本に国交断絶を宣言したが、中国との国交樹立は裏切りであり、この年に台湾政府は一切の放送で日本語を禁止にし、日本映画の輸入もご法度になり、1980年代末にようやく禁制が緩くなったが、薬師丸ひろ子が台湾で映画宣伝をおこなった際は、日本語ではなく英語で司会者とやり取りをおこない、「日本追放」の全面解除は1993年まで待たねばならず、学校では日本は悪者として教育された。政権に政治的に圧迫され、マスコミを統制された台湾人はレンタルビデオ店の棚に並んでいる、在日台湾人が録画し、キャビンアテンダントが台湾に持ち込んだ「密輸品」の日本のプロレス、ドラマ、時代劇、バラエティ番組、アダルトビデオに心の自由を求め、「密輸品」のビデオでエンターテインメントを享受することで「オレらの方が本物を知っているぞ」という妙な優越感を持ち、政権の思想統制をあざ笑ったという。
かつては台湾はもちろん、日本で制作されたアダルトビデオについても社会秩序や公益に反するとして映像として著作権が認めていなかった（1999年、最高法院の判例、いわゆる違法コピー、海賊版が合法的にできた）。2014年2月20日、知的財産法院で日本の海賊版販売が問われた裁判について、AV16点の作品について初めて創作性が認められ著作権があることが認定された。2016年にはマックス・エーが台湾12社に著作権法違反で損害賠償を請求した。前述したTREの実現にもこの判決は重要だったとし、TREでは日本メーカー作品の著作権保護と合法的な正規版配信キャンペーンにも取り組んでいる。
前述したTREは2024年より日本企業とコラボし、プール撮影会・TREND GIRLS 撮影会を日本で開催する。 

### 中国
中国ではポルノ産業が禁止されており、ネット規制も敷かれているため本国から日本のアダルトビデオを合法的に見ることはできない。ただしアンダーグラウンドでは知られており、なかでも蒼井そらは一般タレントとして進出したことにより知名度が高い。国内に対象となるアイコンがないことから、それ以前は飯島愛や夕樹舞子がセクシーアイコンとして知られていた。
蒼井そらは、2010年4月11日にTwitterのアカウントを開設したが、そのニュースはTwitterが禁止されている中国でも拡散し、大勢の中国人はVPNを使用して、グレート・ファイアウォールを突破してフォローし、アカウントが開設された日の夜は「蒼井そらナイト」と呼ばれている。7カ月後、蒼井そらはウェイボーのアカウントを開設し、現在までに1800万人以上のフォロワーを獲得しており、これはテイラー・スウィフトやデビッド・ベッカムより多い。2018年の元日に蒼井そらはSNSに結婚指輪をつけた写真を投稿したが、中国のウェイボーへの投稿には48時間以内に17万件以上のコメントが寄せられ、83万件以上の「いいね」がつけられた。
2013年に蒼井による書が60万元（約1035万円）で売れた。
2012年の中国における反日活動時に、中国のインターネット上で「釣魚島は中国に帰属するが、蒼井そらは世界に帰属する」という言い回しが流行った。
香港中文大学教授の呉偉明は、「中国での知名度を上げる良いタイミングを蒼井そらは捉えた」「彼女が自分の国で人気が出た時期は、ちょうど中国が性を含めたあらゆる面において外の世界とつながるようになった時期と重なっている」として、中国における蒼井そら人気は、グローバル化時代に自分をどう定義するかは、国籍だけでなくどのメディアのコンテンツを消費しているかで形作られており、「蒼井そらを好きな人々は、出身国に関わりなく同じグループに属していると感じる」と述べている。
日本のアダルトビデオ産業を女性蔑視と批判する中国人も多数おり「日本のAVを中国のネットに誰かがアップすることがあるが、日本はどうしてあのような女性蔑視産業をのさばらせているのか、理解できない」という意見や、「日本は性的に乱れた社会だと思う。特に性産業が肥大化していて、高校生など若年層の性のモラルが低いのは問題だ」という意見もある。
香港中文大学准教授のカトリーン・ジェイコブスは、「中国と日本の文化には、性的快感に対する『偏狭な父権的態度』という共通点がある。おそらくこれが、中国人男性が日本のポルノを好む理由だ。無邪気で純粋といった女性像は、欧米のポルノにはあまり見られない」と考察している。
中華圏や東南アジアで高い人気を誇る小澤マリアは、2009年に中国の検索エンジン百度の「美女検索ランキング」で1位を獲得した。
2020年代からは日本でも人気の女優が中国の制作会社の作品に出演している。本来なら中国国内で違法であるが、ルポライター・安田峰俊によれば海外サーバーを使用し、摘発を回避。インタビューシーンがある、体位を変えながら撮影されるなど日本のAV作品の影響が強い。一方で男優や女優の体に広告を張るなど、中国ならではの商魂が垣間見えるという。

### 韓国
韓国でも儒教の考えや人口の3割を占めるキリスト教の影響力からアダルトビデオが禁止されており、違法なものである。三上悠亜率いる「HONEY POPCORN」の韓国デビューの際は現地で署名が集められるほどに批判された。ただし前述の蒼井そらや、AV男優であるしみけんが韓国ではCMに起用されるなど、アダルトビデオを拠点とする「芸能人」としての許容は日本と同程度か匹敵するほどに高い。
また、しみけんの成功によりYouTubeなどを通し、韓国で人気を得るケースも増えており、2022年の朝鮮日報では百永さりな、高杉麻里、小倉由菜の活躍が報道された。彼らが広告媒体に出ることへの批判もある。
2023年10月19日には小倉由菜の韓国での芸能活動が評価され、韓国「第43回黄金撮影賞授賞式」（Golden Cinematography Awrads）において小倉が親善文化交流賞を受賞した。
一方で小倉がガールズグループ・cignature（シグネイチャー）のメンバー、ジウォンと共演した際には「日陰者を表に上げるな」等SNSを中心に非難の声が上がった。また小倉がゲスト出演した「コンテンツ製作所・CONSO」の動画は韓国政府から国内観閲制限申請が行われている。
前述ように長らく本番映像やモザイクの使用も禁止されていたが、ジャーナリストのキム・ジェヒョンによると、リベンジポルノ映像被害などもあり、2018年に文化体育観光部傘下の映像物等級委員会によって、性器をモザイク処理した映像も審査対象とすると法改正された。韓国には現地女優が少ないこともあり、浜崎真緒など日本人女優の起用も行っている。
ライターのノ・ユレによれば、2023年12月10日には、現地ビデオ制作メーカー「プレイジョーカー」代表のイ・ヒテらが中心となり、アダルトグッズやコンドーム、ポルノ雑誌などの後援する韓国初の大型性産業イベント「K-XF」を開催。日本からは葵いぶき、木下ひまり、山岸あや花、本郷愛がステージに登壇した。「K-XF」開催に関してはその後の開催に関して、政界問題に発展した。
2025年には韓国著名グループメンバーと元AV女優・明日香キララの性売春疑惑が報道されたが、双方ともにこれを否定。蒼井そらもAV女優は売春婦ではないと擁護した。

### 香港
2023年には香港のテレビドラマ『東京愛情動作故事』（myTV SUPER）で相沢みなみが主演を務めた。

### インドネシア
2009年に首都ジャカルタにある映像制作会社が、日本のAV女優を映画の主役に起用しようとしたところ、デモなどの抗議行動が起こって計画が頓挫した。ちなみにインドネシアは敬虔なイスラム教徒が人口の大多数を占める。

### タイ
2014年、タイの専門学校向けに作成された数学の教科書の表紙に教師姿の日本のAV女優の写真が掲載されていたことが分かり、タイで教科書の回収騒ぎがあった。眼鏡を掛けたスーツ姿の女性が出席簿のようなものを見ている写真であるが、インターネットに出回っている動画や写真の中から表紙に適したものを選び、無断で使用してしまったのが原因であった。タイの日刊紙『カーウ・ソット』によれば、バンコクの職業教育委員会事務局は、日本のAV女優を表紙に使用した教科書「基本的な数学」のリコールを命じた。今回の騒動はインターネット上で話題になり、タイ当局が事実関係を確認した。教科書は10校に計2000部が配布済みであったが、専門学校生の手には渡っていないという。
今回の騒動はタイの複数のネチズンから指摘されて発覚したが、タイにも日本のAVマニアがおり、「イープゥン（日本）のAV女優じゃないか？」という指摘がインターネットに書き込まれ、こういうのが三度の飯より好きなネチズンたちは一斉に調査に取り掛かり、2014年4月にDMMから配信されたAV作品「まな」に出演している女優であることを割り出し、この情報は瞬く間に拡散して「祭」状態となった。日本のAVが東南アジアで大人気なことは良く知られているがタイも例外ではく、『カーウ・ソット』も「日本のAV業界は若いタイ人男性の間で非常に人気です」と報道しており、タイでは日本のAV女優は日本では想像できないほど有名で、タイ人女性の間でも名前が知られているほどである。日本のAV女優がタイのイベントに招待されたり、映画などに出演したりすると大きな話題になり、2012年3月にはタイ政界の実力者がソンクラーンの「水かけ祭り」で開催するパーティーに恵比寿マスカッツを招くと表明し、タイ各紙が大きく報じており、同グループは東南アジアでの人気は絶大であった。
しかし、タイ人が見ているのは違法にインターネットにアップされたものや海賊版がほとんどで、日本のAV業界の売り上げに貢献していない。
2020年4月20日、日本人とタイ人のハーフで生まれも育ちもバンコクのAV女優宮崎リンが、Twitterにタイ語で挨拶をする動画を投稿したところ、『カーウ・ソット』が取り上げ、「タイのアダルトマーケットでは作品を観てから女優を気に入るスタイルのためデビュー前から話題になることは通常ないが、リンちゃんの場合は正反対だ。なぜなら彼女はタイ日ハーフだからだ!!!」と興奮気味に伝えており、Twitterのフォロワーが約8万人に激増、タイ語のメッセージも数多く見られる。Pornhubが発表した2019年国別アクセスランキングでサイト訪問時間の長さが世界一であったタイでは日本のポルノ動画が以前から一番の人気であり、多くのタイ人は「イク、イク」という日本語を知っており、日本のポルノ動画に愛着を感じており、タイ人の血が入ったAV女優の誕生に期待せずにはいられなかったとみられる。
2024年11月22日から2日間に渡り、日本のAV女優が20名以上出演する「AEEアジアエンターテイメントエキスポ2024」をバンコク近郊ムアントンタニのインパクトフォーラム ホール 4で開催予定であったが、19日に会場側が中止を発表。イベント主催者は23日から2日間、急遽バンコク都内のミラクルグランドホテル グランドボールルームに会場を変更し開催された。

### フィリピン
中華圏や東南アジアで高い人気を誇る小澤マリアは、フィリピンでも人気があり、「デビュー翌年の2006年にフィリピン旅行に行ったら、飛行機を降りた途端に人だかりができて。海外でも知られているんだと、うれしかった」「知人のフィリピン人女性ニュースキャスターに誘われて、現地に遊びに行ったんです。そうしたら雑誌やラジオの取材を手配してくれて」と述べており、2015年に出演したフィリピン映画『存在者』はメトロマニラ映画祭で話題となった。

### アジア以外
アジア圏で人気を得る一方で欧米では人気が薄い。原因として日本人女性の顔や体型が未成年に見えることやモザイク処理があるなど欧米フォーマットでのポルノムービーではないこと。「ぶっかけ」「ジャポルノ」などアジアを越えニッチな人気を得るコンテンツもある。

## アジア諸国の作品に出演した主な日本のAV女優

### 中国
- 宇佐木あいか
- 音羽ねいろ
- 輝月あんり
- 白川麻衣
- 美竹すず